# Carex pseudodahurica
Carex pseudodahurica là một loài thực vật có hoa trong họ Cói. Loài này được A.P.Khokhr. mô tả khoa học đầu tiên năm 1980.